# Norrie Paramor
Norrie Paramor geboren als Norman William Paramor (Londen, 15 mei 1914 - aldaar, 9 september 1979), was een van de succesvolste Britse producenten voor popmuziek.

## De beginjaren
Paramor had pianospelen geleerd en begon in 1929, toen hij het gymnasium voortijdig had verlaten, op 15-jarige leeftijd als pianist bij dansbands. Daarna arrangeerde hij voor de dansbands van Jack Harris en Maurice Winnick. Bij de RAF speelde hij vanaf 1941 tijdens de Tweede Wereldoorlog in een militaire band en kwam daar bij de Ralph Reader Gang Show, waarvan hij de muzikale leider werd. Na de oorlog speelde hij vanaf 1945 piano voor de band Pieces of Eight van Harry Gold, waar hij meewerkte bij de opnamen van Did You Ever Try Fryin' Snowballs (februari 1949) en Boo-Bee-Oo-Bee (oktober 1949). Na een kort intermezzo als bandleader van de eigen band Norrie Paramor & His Octet, verscheen hij als begeleiding voor Beatrice Kay bij het klassieke Old Piano Roll Blues (maart 1950) en speelde daarna met zijn band voor Marie Benson Let's Do It Again (mei 1950).
In 1951 kreeg Paramor een eigen platencontract bij Columbia Records, waar hij met zijn band eind 1951 de Banjo Rag opnam. Er volgden in 1952 vijf verdere singles met authentiek dixieland- en ragtime-materiaal.

## Als producer
Vanaf 1952 werd hij van vertolker tot producent achter de microfoon, in de toenmalige tijd 'recording director' genoemd. Zijn talent als producent bezorgde de Abbey Road Studios en Columbia Records snel een eerste plaats in de Britse hitlijst. Paramor produceerde de instrumentale hits van de trompettist Eddie Calvert, beginnend met Hora Staccato (januari 1953). In juli 1953 produceerde Paramor voor hem de Zwitserse compositie Oh, Mein Papa, die na publicatie in september 1953 tot de eerste miljoenenseller van het Columbia-label en de Abbey Road Studios uitgroeide. Vanaf september 1954 produceerde hij de ballade-zangeres Ruby Murray, wiens tweede single Heartbeat direct tot de 3e plaats van de Britse hitlijst doordrong. Reeds de in januari 1955 verschenen volgende single Softly, Softly bereikte de toppositie. Vanaf 1955 hield Paramor ook toezicht op de geluidsopnamen van de balladezanger Michael Holliday, begonnen met de in augustus 1955 opgenomen coverversie van The Yellow Rose of Texas. Uit de succesvolle samenwerking resulteerden twee tophits en wel de songs Story of my Life (december 1957) en Starry Eyes (november 1959).
Vanaf 1957 probeerden de Britse labels intensiever, eigen vertolkers te verkrijgen voor de rock-'n-roll, waarvan de Amerikaanse oervorm de Britse hitlijst domineerde. Ofschoon Paramor liever balladen dan lichte popmuziek verkoos, had hij succes met de door de vakwereld als eerste Britse rock-'n-roll-opname gerangschikte song Teach You to Rock van Tony Crombie & His Rockets, gepubliceerd in oktober 1956. Geproduceerd door Paramor, was Crombie eigenlijk een jazzdrummer, maar ondanks alles bereikte het nummer enkel een tegenvallende 25e plaats in de Britse hitlijst. Er bestond een onzichtbare concurrentie op zoek naar geschikte Britse rocksterren tussen Paramor en George Martin, die gelijktijdig labelchef en producent was bij het zusterlabel Parlophone. Martin had bij de zoektocht nog geen succes kunnen voorleggen.

### Cliff Richard
Aan het begin van juli 1958 kreeg Paramor een demotape met een jonge zanger uit koffiebars, genaamd Harry Webb (alias Cliff Richard) en zijn begeleidingsband The Drifters (later omgedoopt tot The Shadows). Nog voordat zich een succes manifesteerde, werd Paramor benoemd tot Artist & Repertoir-chef bij Columbia Records. Aanvankelijk wilde hij alleen Webb opnemen, echter zonder zijn band. Op de in juli 1958 opgenomen titel Move It! / Schoolboy Crush zijn derhalve niet The Drifters volledig te horen, maar enkel de componist en diens gitarist Ian 'Sammy' Samwell en op verzoek van Paramor de studiomuzikanten Ernie Shear (gitaar) en Frank Clarke (bas). De volgende dag kreeg Cliff Richard een platencontract. Het resultaat van de opnamesessie was een authentieke rock-'n-roll-opname, die na publicatie in augustus 1958 de 2e plaats van de Britse hitlijst bestormde, geprivilegieerd door optredens in Jack Good's tv-muziekprogramma Oh Boy in september 1958 en in  de BBC Saturday Club in oktober 1958.
Toen het tijd werd voor Richards eerste album, had Paramor een in de popbranche zonderling idee. Hij produceerde op 9 en 10 februari 1959 een livealbum met honderden schreeuwende fans, uitgenodigd in studio 1 van Abbey Road. Hiervoor werd de studio speciaal in een danszaal omgebouwd. Na zijn publicatie in april 1959 kon het album de 4e plaats van de Britse lp-hitlijst bereiken en behaalde de status van een mijlpaal in de vroege Britse rockmuziek.
Gelijktijdig was dit het begin van een bijna niet te overtreffen productie-samenwerking. De eerste tophit en de eerste miljoenenseller werden in april 1958 geproduceerd met Living Doll en de in juli 1958 ontstane opvolgende hit Travellin' Light bereikte eveneens de toppositie. Dit presteerden in totaal 9 titels, tot op The Minute You're Gone onder regie van Paramor ontstonden. Paramor produceerde voor Cliff Richard in totaal 62 singles (van Move It! tot Living in Harmony), talrijke ep's en 24 lp's. Daarna belastte Dave Mackay zich met de productieregie vanaf A Brandnew Song. Het in december 1972 ontstane Power To All Our Friends kon de afnemende hit-aantrekkelijkheid van Cliff Richard weer nieuw leven inblazen.

### The Shadows
Aanvankelijk werden The Shadows uitsluitend als begeleidingsband ingezet bij opnamen en optredens van Cliff Richard. De hoge instrumentale kwaliteit van de band bracht Paramor op het idee om The Shadows als instrumentale band ook zelfstandig op de markt te brengen. Dit concept werkte prima, want voor The Shadows produceerde Paramor een bijna niet te overtreffen succesreeks van instrumentale hits. Reeds hun tweede single Apache ontwikkelde zich na de publicatie in juli 1960 tot een wereldwijde miljoenenseller en bereikte de toppositie van de Britse hitlijst. In totaal produceerde hij 30 singles tot maart 1968, waarbij een tijdsinterval voor instrumentale opnamen bestond in de Britse hitlijst tot 1964. Tussen 1960 en 1964 ontstonden onder regie van Paramor in totaal vijf hits, die de toppositie van de hitlijst haalden.

## Verdere successen
Paramor was echter door de intensieve en productieve samenwerking met Cliff Richard en The Shadows allerminst overbelast. Hij had tijd om zich ook te bekommeren om andere Britse artiesten. Frank Ifield, veelzijdig genoeg om zowel balladen als ook popmuziek te vertolken, kwam in november 1959 naar Londen en tekende een contract bij Columbia Records. Paramor schaafde geduldig aan de eerste tophit, die in mei 1962 ontstond met de gejodelde titel I Remember You. Ifield speelde hem op de gitaar de uit de film The Fleets In (1942, Dorothy Lamour) afkomstige song voor met jodelen. Paramor was verbaasd en boekte de studio. De mondharmonica speelde in het begin de eerste maten van Waltzing Matilda, gevolgd door gitaarlijnen en falsetzang. Nadat het nummer in juni 1962 op de markt kwam, werden wereldwijd meer dan twee miljoen exemplaren verkocht, alleen al 1,096 exemplaren in Groot-Brittannië. Een zilveren plaat werd reeds na twee weken uitgereikt, alleen al in juli 1962 werden 102.500 exemplaren verkocht. Het nummer ontketende een hiteffect van twee verdere op elkaar volgende topklasseringen voor Ifield, die daarmee tot de enige Britse artiest met dit record steeg. Onderbroken door Nobody's Darling But Mine, lukte het Ifield nog de toppositie te bereiken met Confessin' (november 1962).
The Beatles waren nog niet bekend, toen Paramors jarenlange assistent John Schroeder in 1960 de 13-jarige Helen Shapiro in de high school ontdekte. Paramor geloofde tijdens het beluisteren van de demoband de stem van een jongen te horen. Schroeder componeerde voor haar de geschikte protestsong Don't Treat Me Like a Child, die in januari 1961 ontstond in de Abbey Road studio. Hij kon zich omhoogwerken tot een 3e plaats, terwijl het wederom uit de pen van John Schroeder/John Hawker ontstane You Don't Know (juni 1961) en de daaropvolgende single Walking Back To Happiness (september 1961) beide de toppositie bereikten.
In 1958 produceerde Paramor de song Which Witch Doctor voor het meidenduo The Avons. In november 1959 tekende Paramor samen met de rockzanger Toni Eden een platencontract. Paramor werkte vaak mee aan Cliff Richard-songs, doordat hij piano speelde of zijn Paramor-strings de zanger begeleidden. Paramor leidde Richard in zachtere popstijlen, toen hij in 1961 erkende, dat de echte rock-'n-roll niet meer gevraagd was. Cliff zong nu ook balladen zonder The Shadows, een concept dat opging, omdat EMI daardoor twee vertolkers kon presenteren.
Sinds april 1966 bevond zich het trio The Scaffold onder bescherming van de aan succes gewende producent George Martin. Na hem trachtten ook andere producenten het humorvolle trio, waarbij zich met Mike McGear de broer van Paul McCartney bevond, aan een succes te verhelpen. In februari 1968 ten slotte nam Paramor de regelaars over en na twee succesloze singles produceerde hij in augustus 1968 met hun het traditionele Lily The Pink, dat zich ontwikkelde tot een miljoenenseller. Toen verdere successen uitbleven, droeg Paramor zijn functie over aan collega's. In 1968 had Paramor zijn eigen productiemaatschappij opgericht.

## Als orkestleider en componist
Naast zijn hoofdberoep als producent vond Paramor altijd weer tijd voor opnamen met zijn orkest. Bovendien componeerde hij talrijke popsongs, waaronder Paramambo, Silly Billy en Wedding Day voor zijn orkest (1954). Paramor leidde tussen oktober 1953 en mei 1955 het orkest Josef Locke. Succesvol waren zijn composities voor andere artiesten, waaronder A Voice In the Wilderness (januari 1960) voor Cliff Richard, The Frightened City (april 1961) en The Savage/Peace Pipe (november 1961) voor The Shadows.
Vanaf 1954 nam hij singles en lp's met zijn orkest op en liet hij zijn orkest andere artiesten begeleiden. Ook de Amerikaanse zangeres en actrice Judy Garland werd door zijn orkest begeleid. Tijdens een productieve sessie ontstonden tussen 2 augustus en 8 augustus 1960 in totaal 20 nummers in zeven dagen. Het dubbelalbum met de titel Judy in London verscheen eerst postuum in 1972.
In 1972 verliet Paramor, inmiddels reeds 20 jaar werkzaam bij EMI, het Britse label en wijdde zich weer aan zijn functie als orkestleider. Tussen 1973 en 1978 was hij directeur van het BBC Radio Midland-Orchestra, dat voorheen voor een korte tijd zonder dirigent was. Sporadisch produceerde hij, ondertussen onafhankelijk, groepen zoals The Excaliburs.

## Statistieken
Norrie Paramor produceerde in de Abbey Road Studios in totaal 771 titels, uitsluitend overtroffen door collega George Martin bij het zusterlabel Parlophone. Hiervan bereikten in totaal 25 titels de toppositie van de Britse hitlijst. Hij componeerde meer dan 50 titels. Op 17 oktober 1958 kreeg hij de inofficiële titel Artist & Repertoire-manager van het jaar van het muziekmagazine New Musical Express.

## Overlijden
Norrie Paramor overleed in 1979 op 64-jarige leeftijd als een van de belangrijkste pop-producenten van de Britse muziekgeschiedenis aan de gevolgen van kanker.
- Bibsys: 7002421
- Biblioteca Nacional de España: XX938761
- Bibliothèque nationale de France: cb14055186s (data)
- Gemeinsame Normdatei: 134682513
- International Standard Name Identifier: 0000 0001 1479 3150
- Library of Congress Control Number: n91098900
- Nationale Bibliotheek van Letland: 000097874
- MusicBrainz: 33d03c1a-77ce-4ada-bed2-7dfbd312c21b
- Bibliotheek van het Japanse parlement: 001153388
- Nationale Bibliotheek van Tsjechië: xx0057411
- Nationale bibliotheek van Australië: 55087600
- Nationale Bibliotheek van Israël: 987007272566905171
- Nederlandse Thesaurus van Auteursnamen: 070551812
- Istituto Centrale per il Catalogo Unico: MODV647041
- Trove: 1602211
- Virtual International Authority File: 104817493
- WorldCat: E39PBJxxckRTyGDyyCBtCcxMT3